# Cupa Rostelecom
Cupa Rostelecom este o competiție anuală de patinaj artistic. De obicei, competiția se desfășoară la Moscova, dar în 1996, 1997, 1999, 2000, 2001 și concursul s-a mutat la Saint Petersburg. Din 1996 până în 2008, competiția se numea Cupa Rusiei.

## Medaliați

### Masculin
| Anul | Locația          | Aur              | Argint           | Bronz                  |
| 1996 | Saint Petersburg | Alexei Urmanov   | Alexei Yagudin   | Michael Weiss          |
| 1997 | Saint Petersburg | Alexei Yagudin   | Evgeni Plushenko | Viacheslav Zagorodniuk |
| 1998 | Moscova          | Alexei Urmanov   | Evgeni Plushenko | Alexander Abt          |
| 1999 | Saint Petersburg | Evgeni Plushenko | Alexander Abt    | Guo Zhengxin           |
| 2000 | Saint Petersburg | Evgeni Plushenko | Ilia Klimkin     | Matthew Savoie         |
| 2001 | Saint Petersburg | Evgeni Plushenko | Roman Serov      | Ivan Dinev             |
| 2002 | Moscova          | Evgeni Plushenko | Li Chengjiang    | Alexander Abt          |
| 2003 | Moscova          | Evgeni Plushenko | Li Chengjiang    | Frederic Dambier       |
| 2004 | Moscova          | Evgeni Plushenko | Johnny Weir      | Zhang Min              |
| 2005 | Saint Petersburg | Evgeni Plushenko | Stéphane Lambiel | Johnny Weir            |
| 2006 | Moscova          | Brian Joubert    | Johnny Weir      | Ilia Klimkin           |
| 2007 | Moscova          | Johnny Weir      | Stephane Lambiel | Andrei Griazev         |
| 2008 | Moscova          | Brian Joubert    | Tomáš Verner     | Alban Préaubert        |
| 2009 | Moscova          | Evgeni Plushenko | Takahiko Kozuka  | Artem Borodulin        |
| 2010 | Moscova          | Tomáš Verner     | Patrick Chan     | Jeremy Abbott          |

### Feminin
| Anul | Locația          | Aur                | Argint             | Bronz              |
| 1996 | Saint Petersburg | Irina Slutskaya    | Julia Lautowa      | Olga Markova       |
| 1997 | Saint Petersburg | Irina Slutskaya    | Elena Sokolova     | Olga Markova       |
| 1998 | Moscova          | Elena Sokolova     | Julia Soldatova    | Irina Slutskaya    |
| 1999 | Saint Petersburg | Irina Slutskaya    | Julia Soldatova    | Elena Sokolova     |
| 2000 | Saint Petersburg | Irina Slutskaya    | Elena Sokolova     | Sarah Hughes       |
| 2001 | Saint Petersburg | Irina Slutskaya    | Viktoria Volchkova | Angela Nikodinov   |
| 2002 | Moscova          | Viktoria Volchkova | Sasha Cohen        | Irina Slutskaya    |
| 2003 | Moscova          | Elena Liashenko    | Carolina Kostner   | Galina Maniachenko |
| 2004 | Moscova          | Irina Slutskaya    | Shizuka Arakawa    | Júlia Sebestyén    |
| 2005 | Saint Petersburg | Irina Slutskaya    | Miki Ando          | Yoshie Onda        |
| 2006 | Moscova          | Sarah Meier        | Júlia Sebestyén    | Yoshie Onda        |
| 2007 | Moscova          | Kim Yu-Na          | Yukari Nakano      | Joannie Rochette   |
| 2008 | Moscova          | Carolina Kostner   | Rachael Flatt      | Fumie Suguri       |
| 2009 | Moscova          | Miki Ando          | Ashley Wagner      | Alena Leonova      |
| 2010 | Moscova          | Miki Ando          | Akiko Suzuki       | Ashley Wagner      |

### Perechi
| Anul | Locația          | Aur                                    | Argint                             | Bronz                                  |
| 1996 | Saint Petersburg | Mandy Woetzel / Ingo Steuer            | Marina Eltsova / Andrei Bushkov    | Oksana Kazakova / Artur Dmitriev       |
| 1997 | Saint Petersburg | Marina Eltsova / Andrei Bushkov        | Evgenia Shishkova / Vadim Naumov   | Marie Savard-Gagnon / Luc Bradet       |
| 1998 | Moscova          | Yelena Berezhnaya / Anton Sikharulidze | Shen Xue / Zhao Hongbo             | Kyoko Ina / John Zimmerman             |
| 1999 | Saint Petersburg | Maria Petrova / Alexei Tikhonov        | Shen Xue / Zhao Hongbo             | Tatiana Totmianina / Maxim Marinin     |
| 2000 | Saint Petersburg | Yelena Berezhnaya / Anton Sikharulidze | Shen Xue / Zhao Hongbo             | Dorota Zagórska / Mariusz Siudek       |
| 2001 | Saint Petersburg | Yelena Berezhnaya / Anton Sikharulidze | Maria Petrova / Alexei Tikhonov    | Sarah Abitbol / Stephane Bernadis      |
| 2002 | Moscova          | Shen Xue / Zhao Hongbo                 | Maria Petrova / Alexei Tikhonov    | Julia Obertas / Sergei Slavnov         |
| 2003 | Moscova          | Tatiana Totmianina / Maxim Marinin     | Pang Qing / Tong Jian              | Zhang Dan / Zhang Hao                  |
| 2004 | Moscova          | Zhang Dan / Zhang Hao                  | Julia Obertas / Sergei Slavnov     | Aliona Savchenko / Robin Szolkowy      |
| 2005 | Saint Petersburg | Tatiana Totmianina / Maxim Marinin     | Julia Obertas / Sergei Slavnov     | Dorota Zagórska / Mariusz Siudek       |
| 2006 | Moscova          | Aliona Savchenko / Robin Szolkowy      | Maria Petrova / Alexei Tikhonov    | Yuko Kawaguchi / Alexander Smirnov     |
| 2007 | Moscova          | Zhang Dan / Zhang Hao                  | Aliona Savchenko / Robin Szolkowy  | Yuko Kawaguchi / Alexander Smirnov     |
| 2008 | Moscova          | Zhang Dan / Zhang Hao                  | Yuko Kawaguchi / Alexander Smirnov | Tatiana Volosozhar / Stanislav Morozov |
| 2009 | Moscova          | Pang Qing / Tong Jian                  | Yuko Kavaguti / Alexander Smirnov  | Keauna McLaughlin / Rockne Brubaker    |
| 2010 | Moscova          | Yuko Kavaguti / Alexander Smirnov      | Narumi Takahashi / Mervin Tran     | Amanda Evora / Mark Ladwig             |

### Dans pe gheață
| Anul | Locația          | Aur                                     | Argint                             | Bronz                                   |
| 1996 | Saint Petersburg | Anjelika Krylova / Oleg Ovsyannikov     | Irina Lobacheva / Ilia Averbukh    | Elizabeth Punsalan / Jerod Swallow      |
| 1997 | Saint Petersburg | Anjelika Krylova / Oleg Ovsyannikov     | Irina Lobacheva / Ilia Averbukh    | Tatiana Navka / Nikolai Morozov         |
| 1998 | Moscova          | Anjelika Krylova / Oleg Ovsyannikov     | Irina Lobacheva / Ilia Averbukh    | Tatiana Navka / Roman Kostomarov        |
| 1999 | Saint Petersburg | Barbara Fusar-Poli / Maurizio Margaglio | Shae-Lynn Bourne / Viktor Kraatz   | Sylwia Nowak / Sebastien Kolasinski     |
| 2000 | Saint Petersburg | Barbara Fusar-Poli / Maurizio Margaglio | Irina Lobacheva / Ilia Averbukh    | Galit Chait / Sergei Sakhanovsky        |
| 2001 | Saint Petersburg | Barbara Fusar-Poli / Maurizio Margaglio | Galit Chait / Sergei Sakhanovsky   | Elena Grushina / Ruslan Goncharov       |
| 2002 | Moscova          | Irina Lobacheva / Ilia Averbukh         | Tatiana Navka / Roman Kostomarov   | Albena Denkova / Maxim Staviyski        |
| 2003 | Moscova          | Tatiana Navka / Roman Kostomarov        | Tanith Belbin / Benjamin Agosto    | Galit Chait / Sergei Sakhanovsky        |
| 2004 | Moscova          | Tatiana Navka / Roman Kostomarov        | Elena Grushina / Ruslan Goncharov  | Federica Faiella / Massimo Scali        |
| 2005 | Saint Petersburg | Tatiana Navka / Roman Kostomarov        | Galit Chait / Sergei Sakhanovsky   | Oksana Domnina / Maxim Shabalin         |
| 2006 | Moscova          | Tanith Belbin / Benjamin Agosto         | Oksana Domnina / Maxim Shabalin    | Isabelle Delobel / Olivier Schoenfelder |
| 2007 | Moscova          | Oksana Domnina / Maxim Shabalin         | Nathalie Péchalat / Fabian Bourzat | Anna Zadorozhniuk / Sergei Verbillo     |
| 2008 | Moscova          | Jana Khokhlova / Sergei Novitski        | Oksana Domnina / Maxim Shabalin    | Meryl Davis / Charlie White             |
| 2009 | Moscova          | Meryl Davis / Charlie White             | Anna Cappellini / Luca Lanotte     | Ekaterina Rubleva / Ivan Shefer         |
| 2010 | Moscova          | Ekaterina Bobrova / Dmitri Soloviev     | Nóra Hoffmann / Maxim Zavozin      | Elena Ilinych / Nikita Katsalapov       |